# Adamuz
Adamuz là một đô thị ở tỉnh Córdoba, Tây Ban Nha. Theo điều tra dân số năm 2006, đô thị này có dân số 4476 người. Đô thị nầy nằm ở độ cao 240 m, cách tỉnh lỵ Córdoba 32 km. Đô thị này có diện tích 334 km², mật độ dân số 13,38 người/km2, dân số năm 2007 ước 4469 người.